# آيمي غارسيا
آيمي خديجة غارسيا (بالإنجليزية:  Aimee Khadija Garcia)‏ (ولدت: 28 نوفمبر 1978 - ) ممثلة أميركية، عُرِفَت عن بعض أدوارها كما في المسرحية الهزلية بالميرو فيرونيكا على جورج لوبيز وجيمي باتيستا على دكستر دراما شوتايم التي تعرض على شبكة إن بي سي الأمريكية منذ سنة 1996، ودور إيلا لوبيز في مسلسل لوسيفر 2016 على شبكة التلفزيون الأمريكية نتفليكس.

## روابط خارجية
- آيمي غارسيا على موقع IMDb (الإنجليزية)
- آيمي غارسيا على موقع ميتاكريتيك (الإنجليزية)
- آيمي غارسيا على موقع روتن توميتوز (الإنجليزية)
- آيمي غارسيا على موقع ألو سيني (الفرنسية)
- آيمي غارسيا على موقع ميوزك برينز (الإنجليزية)
- آيمي غارسيا على موقع أول موفي (الإنجليزية)
- آيمي غارسيا على موقع قاعدة بيانات الأفلام السويدية (السويدية)
- آيمي غارسيا على موقع إن إن دي بي (الإنجليزية)
- آيمي غارسيا على موقع قاعدة بيانات الفيلم (الإنجليزية)
- آيمي غارسيا على موقع كينوبويسك (الروسية)